# Cathy Chedal
Catherine „Cathy” Chedal, po mężu Bornu (ur. 14 czerwca 1968 w Brides-les-Bains) – francuska narciarka alpejska.

## Kariera
W zawodach Pucharu Świata zadebiutowała 14 grudnia 1986 roku w Val d’Isère, gdzie zajęła 26. miejsce w supergigancie. Pierwsze punkty wywalczyła 26 listopada 1988 roku w Schladming, gdzie zajęła jedenaste miejsce w tej samej konkurencji. Na podium zawodów tego cyklu jedyny raz stanęła 9 sierpnia 1989 roku w Las Leñas, kończąc rywalizację w supergigancie na drugiej pozycji. W zawodach tych rozdzieliła dwie Austriaczki: Anitę Wachter i Petrę Kronberger. W kolejnych startach jeszcze jeden raz była blisko podium: 16 marca 1990 roku w Åre była czwarta w supergigancie, przegrywając walkę o podium z Petrą Kronberger. W sezonie 1989/1990 zajęła 28. miejsce w klasyfikacji generalnej, a w klasyfikacji supergiganta była siódma.
Wystartowała na igrzyskach olimpijskich w Calgary w 1988 roku, gdzie nie ukończyła rywalizacji w supergigancie. Podczas rozgrywanych cztery lata później igrzysk w Albertville zajęła 22. miejsce w zjeździe i supergigancie, a giganta nie ukończyła. Była też między innymi szósta w gigancie na mistrzostwach świata w Vail w 1989 roku.

## Osiągnięcia

### Igrzyska olimpijskie
| Miejsce | Dzień     | Rok  | Miejscowość | Konkurencja | Czas biegu | Strata | Zwyciężczyni       |
| ------- | --------- | ---- | ----------- | ----------- | ---------- | ------ | ------------------ |
| DNF     | 22 lutego | 1988 | Calgary     | Supergigant | 1:19,03    | -      | Sigrid Wolf        |
| 22.     | 15 lutego | 1992 | Albertville | Zjazd       | 1:52,55    | +3,36  | Kerrin Lee-Gartner |
| 22.     | 18 lutego | 1992 | Albertville | Supergigant | 1:21,22    | +4,44  | Deborah Compagnoni |
| DSQ1    | 19 lutego | 1992 | Albertville | Gigant      | 2:12,74    | -      | Pernilla Wiberg    |

### Mistrzostwa świata
| Miejsce | Dzień     | Rok  | Miejscowość | Konkurencja | Czas biegu | Strata | Zwyciężczyni    |
| ------- | --------- | ---- | ----------- | ----------- | ---------- | ------ | --------------- |
| DNF     | 8 lutego  | 1989 | Vail        | Supergigant | 1:19,46    | -      | Ulrike Maier    |
| 6.      | 11 lutego | 1989 | Vail        | Gigant      | 2:29,37    | +3,60  | Vreni Schneider |

### Mistrzostwa świata juniorów
| Miejsce | Dzień     | Rok  | Miejscowość        | Konkurencja | Czas biegu | Strata | Zwyciężczyni       |
| ------- | --------- | ---- | ------------------ | ----------- | ---------- | ------ | ------------------ |
| 18.     | 28 lutego | 1985 | Jasná              | Zjazd       | 1:22,12    | +2,92  | Astrid Geisler     |
| 13.     | 1 marca   | 1985 | Jasná              | Gigant      | 2:14,02    | +6,88  | Anita Wachter      |
| 15.     | 3 marca   | 1985 | Jasná              | Slalom      | 1:40,47    | +3,76  | Anita Wachter      |
| 12.     | 20 lutego | 1986 | Bad Kleinkirchheim | Zjazd       | 1:40,93    | +2,99  | Hilary Lindh       |
| 15.     | 21 lutego | 1986 | Bad Kleinkirchheim | Gigant      | 2:06,61    | +3,76  | Lucia Medzihradská |

### Puchar Świata

#### Miejsca w klasyfikacji generalnej
- sezon 1988/1989: 38.
- sezon 1989/1990: 28.
- sezon 1990/1991: 83.
- sezon 1991/1992: 82.
- sezon 1992/1993: 124.

#### Miejsca na podium
1. Las Leñas – 9 sierpnia 1989 (supergigant) – 2. miejsce